# Mentor s Rodosa
Mentor s Rodosa (grč. Μέντωρ ὁ Ῥόδιος) (oko 385. – 340. pr. Kr.) bio je grčki vojskovođa, najpoznatiji po tome što se kao plaćenik borio protiv, a potom u službi perzijskog kralja Artakserksa III.
Mentor je karijeru počeo godine 358. pr. Kr. kada ga je, zajedno s bratom Memnonom, angažirao satrap Artabaz II. od Frigije. Mentor je na satrapa ostavio dobar dojam, s obzirom na to da mu je dao ruku svoje mlade kćeri Barsine. Iste je godine Artabaz II. digao pobunu protiv velikog kralja, ali je 354. pr. Kr. poražen pa su Artabaz, Memnon i Barsina bili prisiljeni bježati u Makedoniju na dvor kralja Filipa II., dok je Memnon otišao na dvor egipatskog faraona Nektaneba II.
S obzirom na to da je 351. pr. Kr. perzijski vladar Artakserkso III. pokrenuo veliki pohod na Egipat, faraon je odmah angažirao Memnona. Pohod je završio katastrofom, a potom je izbio cijeli niz pobuna na perzijskim teritorijama, od kojih je najvažnija bila ona u Sidonu. Mentor je tamo poslan kako bi pobunjenicima pomogao u obrani, te se grad dugo odupirao opsadi. Kada je 346. pr. Kr. grad konačno pao Mentor je zarobljen, no Artakserkso III. zadivljen njegovom vještinom ponudio mu je prelazak u njegovu službu.
Mentor je prihvatio te je godine 343. pr. Kr. sudjelovao u velikom pohodu na Egipat u kome je Nektanebo II. poražen, a bogati Egipat vraćen pod perzijsku vlast. Zahvalni kralj je Mentora 342. pr. Kr. imenovao zapovjednikom svih zapadnih perzijskih satrapija, a Mentor je taj položaj iskoristio kako bi omogućio pomilovanje za svog brata, Barsinu i Artabaza II. Umro je dvije godine kasnije, a Memnon je nakon toga oženio Barsinu.

## Poveznice
- Perzijsko Carstvo
- Artakserkso III.
- Nektanebo II.
- Artabaz II.

## Vanjske poveznice
- Mentor s Rodosa (Livius.org)  Arhivirana inačica izvorne stranice od 2. siječnja 2007. (Wayback Machine)
- [neaktivna poveznica]